# Mohiniyattam

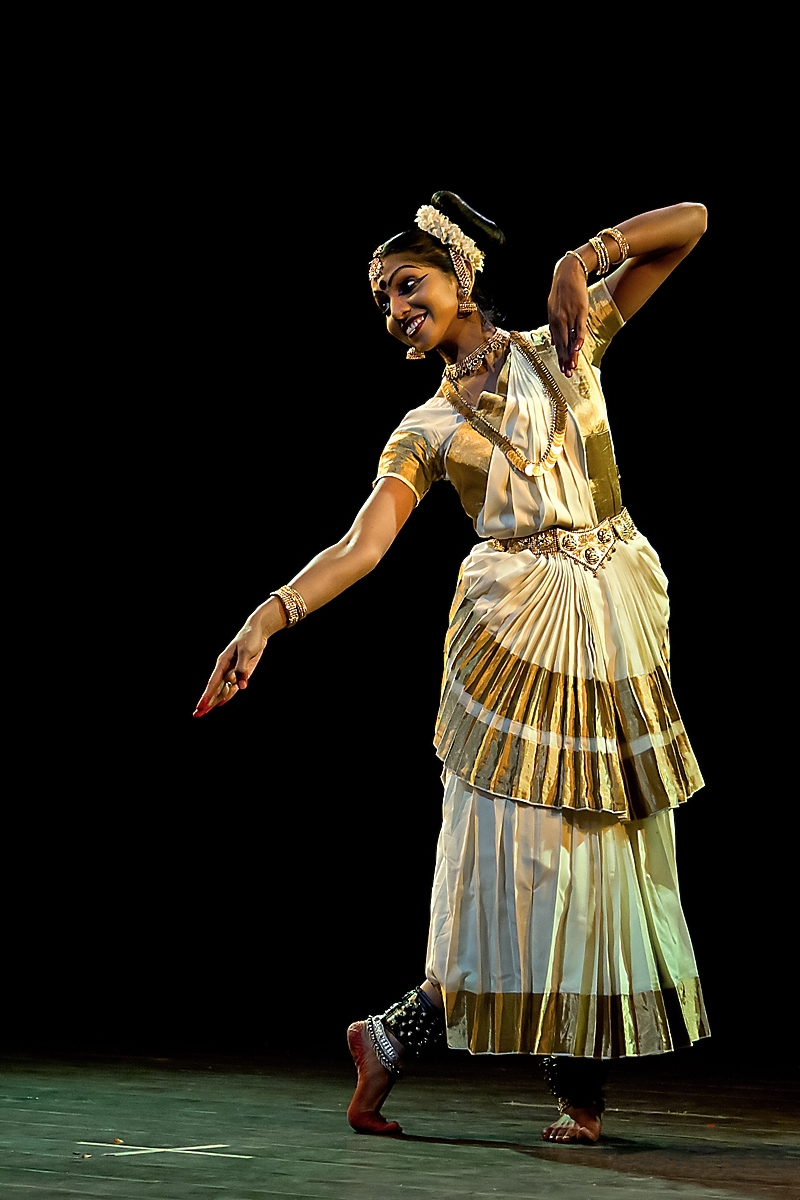
Divya Nedungadi, dançarina de Mohiniyyatam

Mohiniyattam (malaiala: മോഹിനിയാട്ടം) é originário do estado de Querala, no sul da Índia. Embora existam registros de formas anteriores, acredita-se que o estilo tenha se firmado apenas no século XVII com apoio da dinastia de Travancore. O Mohiniyattam é uma dança praticada exclusivamente por mulheres e influenciado pelo Kathakali, pelo Kudiyattam e pelo Bharatanatyam. É chamado de “a dança do encantamento”, pois dentre todos os estilos clássicos é o que mais valoriza e explora o elemento “lasya” ou graciosidade. Seus movimentos lembram as ondas do mar arábico e o movimento das palmeiras de Kerala, conferindo extrema leveza, fluidez e delicadeza à dança. Os movimentos circulares, lentos e refinados dão ao Mohiniyattam um sentido de profundidade e interiorização.